# Пространный реестр Гурджистанского вилайета

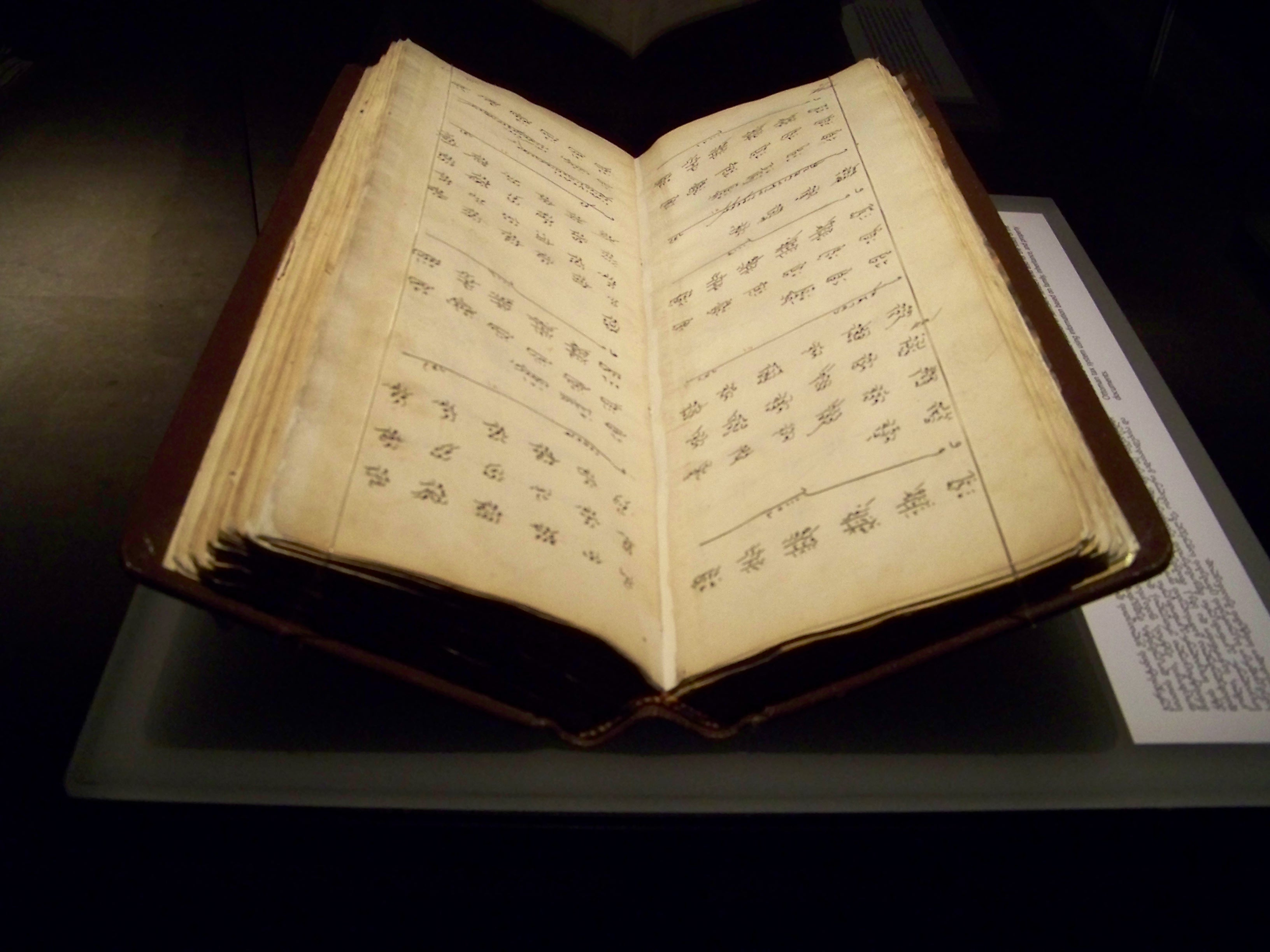
Пространный реестр Гурджистанского вилайета

Пространный реестр Гурджистанского вилайета (осман. دفتر مفصل ولايت كورجستان‎; тур. Defter-i Mufassal-i Vilayet-i Gürcistan; груз. გურჯისტანის ვილაიეთის დიდი დავთარი) — был составлен Османской империей в 1595 году с целью учета доходов с территории Грузии. Этот детальный учет разрабатывался для определения финансовых поступлений с территорий, захваченных Османской империей в Грузии. Документ представляет собой уникальный источник для исследователей общественной, экономической и политической истории, а также исторической географии области Самцхе-Саатабаго, захваченной Османской империей в последней четверти XVI века.
Ранее, в 1574 году, был составлен другой подробный реестр (муфассальный дефтер) для территорий, захваченных Османской империей у грузин в более ранний период.
Османская империя захватила южную часть исторической Грузии во второй половине XVI века и назвала этот регион «Вилайетом Грузии». Согласно реестра Гурджистанского вилайета, территория, захваченная Османской империей у грузин, была разделена на 8 областей, называемых лива. Эти лива имели названия: Ахасихе (осман. اخسخه‎; груз. ახალციხე, Ахалцихе), Хертвис (осман. خرتوس‎; груз. ხერთვისი, Хертвиси), Ахалкалак (осман. اخلكلك‎; груз. ახალქალაქი, Ахалкалаки), Чылдыр (осман. چلدر‎; груз. ჩრდილი, Чрдили), Пошов (осман. پوسخو‎; груз. ფოცხოვი. Поцхови), Бедре (осман. بدره‎; груз. პეტრე: Петре), Пенек (осман. پنك‎; груз. ფანაკი, Панаки) и Ардахан-и-Бюзюрг (осман. اردهان بزرك‎; груз. დიდი არტაანი Диди Артаани). Лива были подразделены на нахийи. В дефтере были зарегистрированы 1 160 поселений, и из записей видно, что основным занятием жителей было сельское хозяйство.
В дефтере указана сумма налога, который должен был платить каждый поселок. Почти все крестьяне были обязаны уплачивать налог одним и тем же видом продукции. В реестре не были проведены учеты 53 поселений по различным причинам, и они освобождены от обязанности уплаты налогов Османской империи. В реестре также предусмотрены налоги, такие как вакф, тимар, зеамет и др. По данным реестра, становится возможным определение старых названий поселений, которые впоследствии были изменены.
Пространный реестр Гурджистанского вилайета был издан в Грузии под названием «Большой дафтар провинции Гурджистан» (груз. გურჯისტანის ვილაიეთის დიდი დავთარი) в трех томах, включающих оригинальный текст (том 1; 1947 г.), перевод (том 2; 1941 г.) и исследование с пояснениями (том 3; 1958 г.), автором которого является грузинский тюрколог Сергей Джикия.
Существует две копии реестра, одна из которых находится в Анкаре, в Генеральном управлении земельного кадастра, а другая в отделе рукописей Национального музея Грузии в Тбилиси.